# Hanns Wilhelm Lavies
Hanns Wilhelm Lavies (* 9. Mai 1908 in Treysa, Hessen; † 2000 in Bad Wörishofen) war ein deutscher Publizistik- und Filmwissenschaftler.

## Leben
Nach einem Studium der Theater- und Zeitungswissenschaft und der Literatur- und Kunstgeschichte an der Friedrich-Wilhelms-Universität Berlin (1929–1933) und kurzer Tätigkeit im Buchhandel begann Hanns Wilhelm Lavies mit dem Zusammentragen von Material für die erste vollständige Bibliografie der deutschsprachigen Filmliteratur. Die Recherchen führten ihn in die großen Bibliotheken und Archive in Berlin, Leipzig, Bern und Wien. Da Lavies sich zunächst weigerte, die Arbeiten politisch unliebsamer Autoren aus dem Katalog zu streichen, erschien dieser erst im Jahre 1940, mit Kommentaren des Filmhistorikers Hans Traub versehen und als Publikation der Ufa-Lehrschau, für die Lavies seit 1937 als freier Mitarbeiter wirkte.
Nach dem Ende des Zweiten Weltkriegs fand Hanns Wilhelm Lavies eine Aufgabe zunächst in der Sichtung und Ordnung der Fotosammlung des kunstgeschichtlichen Seminars der Philipps-Universität Marburg. Da das 1935 eingerichtete Reichsfilmarchiv im Krieg verloren gegangen war, gründete Lavies 1947 ein Archiv für Filmwissenschaft, das er vergeblich der Fotosammlung des Kunsthistorischen Instituts der Marburger Universität anzugliedern versuchte. Die Sammlung der Filmmaterialien betrieb Lavies unter großem Aufwand in allen Teilen Deutschlands mit Unterstützung der amerikanischen Besatzungsbehörden.
Durch Vermittlung von Curt Oertel gelang es ihm schließlich, das Archiv 1948 in Wiesbaden anzusiedeln, wo sich auch die SPIO, die FSK und verschiedene Spartenverbände der Filmwirtschaft niederließen, die sämtlich Nachfrage nach Fachinformationen und filmhistorischer Expertise hatten und das Archiv im Gegenzug finanzieren sollten. 1949 übersiedelte das Archiv ins Biebricher Schloss und wurde am 13. April 1949 in Deutsches Institut für Filmkunde (DIF) umbenannt. 1952 gründete Lavies, der das Institut auch weiterhin leitete, das Deutsche Filmarchiv, das eine eigene Abteilung des Instituts bildete. Aufgrund interner Auseinandersetzungen über Eigentumsansprüche wurde das Filmarchiv am 29. Mai 1956 wieder ausgegliedert. Lavies leitete zunächst beide Einrichtungen weiter, wurde als Direktor des Filminstituts Ende 1958 jedoch von Max Lippmann abgelöst. 1990 erhielt er das Filmband in Gold für langjähriges und hervorragendes Wirken im deutschen Film.

## Werke
- Das deutsche Filmschrifttum. Eine Bibliographie der Bücher und Zeitschriften über das Filmwesen. Bearb. von Hans Traub und Hanns Wilhelm Lavies. Leipzig: Hiersemann, 1940.